# 133432 Sarahnoble
133432 Sarahnoble este un asteroid din centura principală de asteroizi.

## Descriere
133432 Sarahnoble este un asteroid din centura principală de asteroizi. A fost descoperit pe 22 septembrie 2003 la Goodricke-Pigott de Vishnu Reddy. Asteroidul prezintă o orbită caracterizată de o semiaxă mare de 3,04 ua, o excentricitate de 0,19 și o înclinație de 7,1° în raport cu ecliptica.